# ساکتون (آریزونا)
ساکتون (به انگلیسی: Sacaton) یک منطقهٔ مسکونی در ایالات متحده آمریکا است که در شهرستان پاینال، آریزونا واقع شده‌است. ساکتون ۲۱٫۰۳ کیلومتر مربع مساحت و ۱٬۵۸۴ نفر جمعیت دارد و ۳۹۱٫۰۶ متر بالاتر از سطح دریا واقع شده‌است.